# Héctor de Lima Carrilla
Héctor de Lima Carrilla (nacido el 26 de octubre de 1947) es un tirador deportivo venezolano. Compitió en la prueba masculina de pistola libre de 50 metros en los Juegos Olímpicos de 1984.